# Bibliothèque littéraire Jacques-Doucet
La bibliothèque littéraire Jacques-Doucet (BLJD) est une bibliothèque patrimoniale de littérature française, du symbolisme à nos jours, située au 8-10 place du Panthéon, dans le 5e arrondissement de Paris.
La collection d'ouvrages rassemblés par le mécène Jacques Doucet, sur les conseils de l'écrivain André Suarès, commencée à partir de 1916, s'agrandit grâce à des bibliothécaires et conseillers prestigieux, comme André Breton, Louis Aragon, Marie Dormoy ou Robert Desnos. À la mort de Doucet en 1929, sa collection est léguée par testament à l'Université de Paris, qui transfère les ouvrages place du Panthéon, sous la direction jusqu'aux années 1950 de Marie Dormoy.
Conçue pour rassembler la littérature de ce qu'on appelle plus tard le modernisme, et ses précurseurs, la collection comprend notamment des œuvres de Stendhal, Charles Baudelaire, Guillaume Apollinaire et André Malraux. Différents fonds et collections viennent ensuite enrichir le legs originel. Bibliothèque universitaire et de recherche de dernier recours, ouverte sur réservation aux chercheurs, étudiants et professionnels, elle met à la disposition de ses publics deux salles de lecture, l'une dans les locaux du 8 place du Panthéon, l'autre dans ceux de la réserve de la bibliothèque Sainte-Geneviève, au 10.
Son fonctionnement est toutefois régulièrement entaché d'irrégularités au XXIe siècle : la gestion des différents fonds (notamment celui de Jean Bélias), voire le détournement de nombreux éléments de certains legs au profit de membres de la direction, obligeant différents organismes d'inspection à faire des audits, et son autorité de tutelle à porter plainte à plusieurs reprises.

## Histoire

### Du temps de Jacques Doucet
Jacques Doucet (1853-1929) grand couturier et mécène français, est aussi un grand collectionneur. Dès l’âge de 21 ans, en 1874, il achète ses premiers tableaux aux peintres impressionnistes. À partir des années 1880, il constitue une collection consacrée à l’art du XVIIIe siècle qu’il remet au goût du jour puis il la disperse en 1912. Parallèlement, de 1897 à 1917, pour répondre à l’absence d’instrument de travail dans ce domaine, il réunit une première bibliothèque consacrée à l’art et à l’archéologie. Elle est ouverte à un public de chercheurs dès 1909, mais en 1914, la déclaration de guerre et la conscription du personnel oblige de fermer ses portes. Donnée en 1917 à l’université de Paris, elle est aujourd’hui rattachée à l’Institut national d'histoire de l'art.
En 1913, Jacques Doucet fait la connaissance de l’écrivain André Suarès avec lequel il entretient une riche correspondance littéraire. Devenu le conseiller du couturier, l’écrivain lui suggère la création d’une seconde bibliothèque consacrée à la littérature de son temps, qui rendrait compte de tous les aspects de la modernité. À partir de 1916, la collection littéraire initiale de Jacques Doucet organisée autour d’un quatuor d’écrivains, s’enrichit, suivant les conseils de Suarès, d’auteurs perçus comme les précurseurs de la modernité : Stendhal, Charles Baudelaire, Stéphane Mallarmé, Paul Verlaine, Arthur Rimbaud, etc.
Par l’intermédiaire de Camille Bloch, Jacques Doucet rencontre alors de jeunes auteurs en devenir : Pierre Reverdy et Blaise Cendrars. Le collectionneur rétribue Pierre Reverdy pour sa correspondance sur l’art poétique et la conception philosophique de l’art. Dès 1917, il participe au financement de la revue Nord-Sud, lancée par le jeune homme. Quant à Blaise Cendrars, il rédige mensuellement et contre financement les chapitres d’un ouvrage plus tard publié sous le titre L’Eubage.
En 1920, Jacques Doucet, qui s’est éloigné d’André Suarès, rencontre André Breton. Le jeune poète devient l’année suivante le bibliothécaire et le conseiller artistique du collectionneur, bientôt rejoint par Louis Aragon. Ils sont notamment à l’origine de l’achat de lettres de Lautréamont. Les deux écrivains orientent les collections de la Bibliothèque vers le surréalisme. Des manuscrits de Paul Éluard, Tristan Tzara, mais également Aragon et Breton, etc., enrichissent la bibliothèque. Leur collaboration avec le couturier prend fin en 1924. L’année suivante, Marie Dormoy, également amie d'André Suarès, devient à son tour la bibliothécaire de Jacques Doucet.
En 1927, Robert Desnos, déjà auteur d’une étude sur l’érotisme en 1923, est recruté comme conseiller littéraire à la demande du mécène. Sous son impulsion, la collection s’enrichit d’un ensemble rare de documents surréalistes éphémères (tracts, affiches, etc.). En 1927, le collectionneur fait aussi appel à Michel Leiris pour la commande d’une dernière étude sur « le merveilleux en littérature ».
Une des particularités de cette collection vient de la volonté du mécène d’offrir un riche écrin à ses acquisitions. Dans ce but, il suscite, entre 1917 et 1919, une vocation de créateur de reliure, puis de relieur chez le décorateur Pierre Legrain, auquel succède Rose Adler à partir de 1923. À sa demande, ils inventent la reliure contemporaine, par la réalisation de reliures allusives, au service du texte qu’elles mettent en valeur.
Jacques Doucet meurt le 30 octobre 1929. Par son testament en date du 1er juin 1929, il lègue sa bibliothèque littéraire à l’université de Paris. Le décret d’acceptation du legs du 19 novembre 1932 donne à la BLJD son statut de bibliothèque publique rattachée à l’université de Paris.

### À partir de 1929
Après l’acceptation du legs, la bibliothèque est transférée au 10 place du Panthéon en 1932, dans une salle de la réserve de la bibliothèque Sainte-Geneviève. Jusqu’en 1956, Marie Dormoy en assure la direction. Elle y organise des expositions et intéresse des personnalités susceptibles de perpétuer l’esprit de la collection. Les fonds d’archives d’André Gide et de Paul Léautaud rejoignent ainsi la BLJD.
En 1956, François Chapon en devient le bibliothécaire. Deux universitaires, Octave Nadal de 1957 à 1961, puis Georges Blin de 1961 à 1988, prennent ensuite la direction de la bibliothèque. En 1972, l'établissement passe sous la supervision de la chancellerie des universités de Paris.
François Chapon devient directeur en titre en 1988. Son action durant trois décennies permet un accroissement considérable des collections. Il marque véritablement la bibliothèque de son empreinte. Avec lui, entrent à la Bibliothèque les fonds Stéphane Mallarmé, Pierre Reverdy, André Breton, Tristan Tzara, Guillaume Apollinaire, Natalie Clifford Barney, André Malraux, la collection de Lucien Scheler consacrée à Paul Éluard, ou la collection de Julien Monod dédiée à Paul Valéry, etc. Il reconstitue également des cabinets d’écrivains comme ceux de Michel Leiris, de Paul Valéry, de Natalie Clifford Barney, du collectionneur Henri Mondor. Sous sa direction, l’importance de ces accroissements rend nécessaire l’extension de la Bibliothèque dans de nouveaux locaux, au 8 place du Panthéon (1961).
Avec la direction d’Yves Peyré (1994-2006), de nouveaux fonds entrent à la bibliothèque : Robert André, Paul Bénichou, Emil Cioran, Jean-François Lyotard, Bernard Noël, Pierre Klossowski, Pierre Lartigue, Bernard Vargaftig, Roger Munier, Claude Simon… En 2003, le fonds André Breton connaît un accroissement considérable à l’occasion de la dispersion de l’atelier de la rue Fontaine. Grâce aux dons d’Aube Elléouët-Breton et au soutien du ministère de la Culture, la Bibliothèque acquiert alors de nombreuses pièces.
En 2007, Sabine Coron prend la direction de la bibliothèque littéraire Jacques-Doucet. Entrent, alors, à la BLJD les fonds Francis Ponge, André du Bouchet, Jean Echenoz, ainsi que des compléments aux fonds Roger Munier, Pierre Lartigue, André Malraux, etc.. La politique d’acquisition de la Bibliothèque se recentre autour des manuscrits et correspondances d’écrivains.
De septembre 2011 à 2023, c’est Isabelle Diu qui dirige la bibliothèque et poursuit la politique d’accroissement des collections dans les champs des archives littéraires comme du livre d'artistes. Sous sa direction entrent notamment les fonds Laurent Mauvignier, Alexandre Vialatte, Jorge Semprún, un enrichissement du fonds Vercors, tandis qu'une section archives des éditeurs de livres d'artiste est ouverte.
Après le scandale du legs Belias et le décès de Sophie Lesiewicz, une administration provisoire, dirigée par Fabien Oppermann, inspecteur général de l'éducation, du sport et de la recherche, chartiste et ancien conservateur du patrimoine, est mise en place en février 2023 et jusqu'en avril 2024. 

## Fonctionnement

### Statut et missions
Bibliothèque patrimoniale d’études et de recherches, la bibliothèque littéraire Jacques-Doucet est placée, depuis 1972, sous la tutelle de la Chancellerie des universités de Paris (ministère de l’Enseignement supérieur et de la recherche).
La bibliothèque emploie une dizaine de personnes.

### Fonds et collections de la bibliothèque
Les collections de la bibliothèque littéraire Jacques-Doucet se composent, tous supports confondus, de la collection Jacques Doucet (tous les documents acquis ou reçus par Jacques Doucet), du fonds général (pièces isolées ou ensembles entrés par don ou par achat), et des fonds spécifiques.
Pour ces derniers, c'est la renommée et le rayonnement de la bibliothèque qui a incité nombre d’écrivains reconnus par Jacques Doucet dès leur jeunesse ou leurs héritiers à lui confier partie ou totalité de leur mémoire littéraire, tels Suarès, Breton, Desnos, Reverdy, Tzara, Gide, Valéry, Mallarmé, Leiris, etc. S’ajoutent à ces fonds de nombreux ensembles entrés par don ou achat.
La richesse des fonds ne se mesure pas seulement à la valeur ou à la notoriété d'un texte ou d'un écrivain, comme Calligrammes d'Apollinaire, L'Immoraliste de Gide, Charmes de Valéry, ou Arcane 17 de Breton. Elle découle surtout du regroupement de manuscrits et de correspondance d'auteurs, qui forment un réseau littéraire remarquable, en parfaite résonance avec l'esprit de Jacques Doucet et son souci permanent de modernité.
La BLJD, « archives littéraires de la modernité », conserve tous les types de documents qui illustrent la création artistique et littéraire contemporaine : les manuscrits (correspondances, brouillons, etc.), les livres imprimés (généralement annotés par leur propriétaire ou enrichis de dédicaces, de dessins), des photographies, des archives de presse, des objets (tels les bureaux de Leiris, Bergson, Valéry ou Breton), ainsi que des œuvres d’art (dessins de Picasso, estampes de Braque, Chagall, Miró…).

### Outils de recherche
- Le catalogue des manuscrits
- Le catalogue des imprimés
- La bibliothèque numérique : ALMé] ou Archives Littéraires de la Modernité. Elle comporte actuellement quatre fonds ou corpus d'auteur tombés dans le domaine public : Paul Verlaine, Guillaume Apollinaire, Alfred Jarry, Stéphane Mallarmé, ainsi que le fonds Robert Desnos sur autorisation de l'ayant droit.

### Directeurs de la BLJD
- 1932-1956 : Marie Dormoy, écrivaine, critique d'art et traductrice française
- 1957-1961 : Octave Nadal, professeur d'université
- 1961-1988 : Georges Blin, professeur au Collège de France
- 1989-1994 : François Chapon
- 1994-2006 : Yves Peyré
- 2007-2011 : Sabine Coron
- 2011-2023 : Isabelle Diu
- 2023-2024 : Fabien Oppermann, administrateur provisoire
- 2024- : Julien Donadille

## Controverses

### Fonds Cioran
L'attitude d'Yves Peyré est mise en cause à propos du don des papiers d'Emil Cioran à la chancellerie des universités de Paris, prenant effet en 1997, à la mort de sa compagne. Il se rend alors avec d'autres personnes à l'appartement de l'écrivain pour choisir ce qu'il désire récupérer pour la BLJD, attributaire du don.
Pourtant, en 2005, apparaissent en vente publique douze cahiers contenant cinq versions de De l’inconvénient d’être né, dix-huit cahiers de journal intime, quatre cahiers de travail pour Écartèlement et trois cahiers de travail pour Aveux et anathèmes, mis en vente par la brocanteuse chargée de vider l'appartement après le passage d'Yves Peyré. La chancellerie des universités porte plainte ; le 11 mars 2011, la propriété de ces documents est reconnue à la brocanteuse en tant que « découvreuse ».
La chancellerie et l'héritier de Cioran sont condamnés à 5 000 euros d'amende et la bibliothèque littéraire Jacques-Doucet ne prendra pas possession de ces documents qu'elle aurait pu obtenir gratuitement.

### Fonds Char
En décembre 2007, Anne Favre-Reinbold, compagne du poète René Char, souhaitait donner à la bibliothèque littéraire Jacques-Doucet l'intégralité des papiers de Char produit pendant les vingt ans passés à L'Isle-sur-la-Sorgue.
Obligée d'inventorier elle-même son don et de le mettre en caisse avec une aide minimale de la bibliothèque, elle attend pendant trois ans que les services de la BLJD viennent prendre possession des documents. Personne ne réagissant et ne recevant plus de réponse, elle finit par les mettre en vente — ce qui rapporte 500 000 euros en décembre 2007, selon Libération. Le journal Le Monde parle d'« une perte majeure » pour les bibliothèques. Yves Peyré affirme que la faute en revient au transporteur, qui aurait omis d'aller chercher les cartons, puis à Anne Favre-Reinbold, qui aurait cessé de répondre à ses lettres.
Le journaliste de Libération se montre sceptique devant la défense de Peyré car il a pu avoir communication de l'ensemble des échanges épistolaires entre Anne Favre-Rheinbold et Yves Peyré : les réponses de ce dernier sont qualifiées d'« espacées, cavalières et dilatoires ».

### Affaire du legs Bélias
Le texte peut changer fréquemment, n’est peut-être pas à jour et peut manquer de recul. 
Le titre et la description de l'acte concerné reposent sur la qualification juridique retenue lors de la rédaction de l'article et peuvent évoluer en même temps que celle-ci.
En 2010, Jean Bélias, un grand courtier en livres, décide de léguer l'ensemble de ses biens à la bibliothèque Doucet. Il meurt dans l'année, et Sabine Coron, directrice de la bibliothèque, reçoit alors de la banque gérant les avoirs de Bélias, au nom de son institution, les documents nécessaires pour attester de la propriété de l'appartement de Bélias et de tous les ouvrages qu'il contient (15 à 20 000 ouvrages), et du reste de ses biens (près de 3 millions d'euros d'après les documents bancaires). Sabine Coron part à la retraite en 2011 ; elle est remplacée à la tête de la bibliothèque par Isabelle Diu, qui a pour adjointes deux autres conservatrices : Sophie Lesiewicz et Marie-Dominique Nobécourt. Le legs de Bélias est conservé dans l'appartement légué, mais n'est pas inventorié tout de suite : rien n'est fait par la bibliothèque, entre 2010 et 2014 pour estimer la valeur du fonds, auquel seules les trois conservatrices ont accès.
En 2014, la chancellerie, tutrice de la bibliothèque, demande que les ouvrages soient déménagés, afin de pouvoir louer l'appartement qui est sous sa gérance. Un premier tri débute : si Diu doute d'une réelle valeur patrimoniale, Nobécourt — qui en a la charge au sein de la bibliothèque — estime que plus de la moitié entre dans le cadre de la mission de l'institution. Toutefois, les conservatrices permettent au libraire Jean-Yves Lacroix de prélever de nombreux ouvrages en échange de ceux en sa possession qui intéresseraient la bibliothèque ; sur trois ans, ce sont plusieurs centaines d'ouvrages qui passent du fonds Bélias à Lacroix, qui choisit parfois seul les ouvrages intéressants. La bibliothèque, bien que légatrice de l'ensemble des biens de Bélias, n'a en main que les livres composant le fonds, le reste du legs étant géré par la chancellerie — il s'agit donc, selon Nobécourt, d'un moyen de récupérer des ouvrages spécifiques avec la seule monnaie d'échange à disposition de la direction de la bibliothèque. En 2016, l'existence du système d'échange Doucet-Lacroix fait le tour du milieu des ventes de livres ; Diu demande au libraire de formaliser leur entente, mais le document signé reste imparfait — selon Lacroix, cité par Le Monde, il aurait reçu un modèle antidaté et incomplet sur les documents remis par ce dernier contre ceux de Doucet.
Sophie Lesiewicz aurait alors remplacé Marie-Dominique Nobécourt pour la charge du fonds Bélias, s'accaparant selon certains employés une partie du fonds avec l'accord de Diu. En 2018, trois des employés font un rapport d'une quinzaine de pages à l'attention de la chancellerie et de leur ministère de tutelle, celui de l'Enseignement supérieur : ils y exposent notamment les disparitions et trafics qu'ils supposent au sein de l'institution.
Un article du Canard enchaîné au mois d'avril, relayé notamment par Le Figaro et Le Quotidien de l'art, met en cause la direction de la bibliothèque pour sa gestion du legs Bélias. Des disparitions, selon la presse, ainsi que des transactions faites en privé auraient eu lieu, facilitées par l’absence d’inventaire exhaustif de cet accroissement survenu depuis la remise de cette libéralité sept ans plus tôt.
L'intervention d'une dizaine de familles de donateurs, qui écrivent à la chancellerie, entraîne un audit de l’Inspection générale des bibliothèques qui rend un rapport sévère selon Le Monde : « Les échanges avec le libraire Lacroix n’ont pas respecté "les règles de la domanialité publique" et rien ne permet de s’assurer que les "termes de la transaction ont été équitables" ; les conservateurs ne remplissent pas leur mission de service public. » Mais aucune décision sur les faits dénoncés par la presse n'est prise : d'après Le Monde, l'Inspection n'interroge ni Nobécourt, ni Lacroix ; Diu et Lesiewicz sont maintenues dans leurs fonctions. Plus tard, la conservatrice des bibliothèques et historienne Sonia Combe rappelle les faits, les disparitions d'œuvres étant désormais avérées, en dénonçant un « laisser faire » de la part de Gilles Pécout, alors recteur de l'académie de Paris et chancelier des universités, pour protéger la direction de Doucet et « garantir l'impunité des coupables ».
Les employés auteurs du rapport d'alerte à la chancellerie sont par contre placardisés par la direction,. Apprenant que les archives de son père avaient quitté les rayonnages de la bibliothèque pour être remisées dans un sous-sol de la Sorbonne, Armande Ponge, fille de Francis Ponge, qui avait fait partie des donateurs ayant alerté la chancellerie, décide de donner le reste des manuscrits à la Bibliothèque nationale.
Un an plus tard, un second article du Canard enchaîné et un communiqué de la FSU se font l’écho des « dysfonctionnements et discriminations à la BLJD », en publiant des extraits du « rapport explosif » (selon la FSU), de l’Inspection générale des bibliothèques. Plusieurs années après le legs et les transactions dénoncées avec des libraires, « un inventaire digne de ce nom » serait en cours, portant sur les livres et documents non retenus par la bibliothèque, destinés préalablement à un libraire d’Orléans.
En mars 2021, la revue Convergences revient sur la gestion du legs Bélias « caractérisée par des disparitions et appropriations personnelles » ainsi que par des trafics avec des libraires,. Selon l'article du Monde publié le 17 octobre 2022 sur la bibliothèque Jacques Doucet, un ancien maître de conférences, Étienne-Alain Hubert, relate qu'il a demandé la consultation d'un dépliant de 1916 contenant six poèmes d’Apollinaire, Jacob et Reverdy fin 2018 et que, selon ce qu'il relaie, « on me répond que le document manque et qu’il a été emprunté par Langlois en 2017. Je l’ai demandé à nouveau quelques mois après, puis en 2020. Je ne l’ai toujours pas quatre ans plus tard ». Des membres de l'association Les Amis de la bibliothèque littéraire Jacques-Doucet, comme l'académicienne Florence Delay, s'émeuvent à leur tour des irrégularités évidentes de la gestion de l'institution.
En juin 2022, nouvelle découverte : une vente publique est organisée par la maison de ventes Millon, comprenant plusieurs œuvres (dont un portrait d'Erik Satie par Jean Cocteau) faisant partie des pièces compulsées par les archivistes lors des premiers inventaires. La vente se fait sous l'identité de Marie-Christine Jacquot, mère de Sophie Lesiewicz, elle-même partie de la bibliothèque au printemps 2021 pour l’Institut national d'histoire de l'art. Alertée, l'Inspection générale de l'Éducation, du sport et de la recherche, qui a hérité des missions de l'Inspection générale des bibliothèques, recommande à la chancellerie d'agir sans délai : le 21 septembre, cette dernière porte plainte pour vol. L'enquête en cours établit notamment que le nom de la vendeuse revient plusieurs dizaines de fois dans les ventes de la maison Millon. Cette dernière se défend en arguant qu'aucune pièce n'ayant été déclarée préalablement volée, son système d'alerte n'a pas été actionné. Le lendemain de la parution de l'article du Monde, le 18 octobre 2022, Sophie Lesiewicz met fin à ses jours,.
La bibliothèque ferme le 20 octobre 2022, sur décision du recteur Christophe Kerrero. Simultanément, le directeur adjoint Christophe Langlois diffuse « à large échelle sur les réseaux sociaux une lettre infâme », qualifiant les lanceurs d’alerte d'« assassins ». Le 24 octobre, Isabelle Diu et Christophe Langlois publient un communiqué dans lequel ils honorent la probité de Sophie Lesiewicz, tandis que se constitue un comité de soutien « univoque » à la direction.
Huit mois après avoir été informée, la nouvelle inspection générale, dépendant du ministère, rend « enfin » son rapport d’enquête, resté « confidentiel », sur la bibliothèque à Sylvie Retailleau. Au vu des extraits qu’ils ont pu consulter les concernant, les lanceurs d’alerte s’interrogent : « Quelles mystérieuses directives ont motivé ces pages controuvées, aux approximations grossières aisément réfutables qui reprennent souvent aveuglément les contre-attaques de la direction à notre égard ? »
En dépit de la révélation de l’affaire de trafic de livres, de « la mise en péril de l’existence et l’intégrité des fonds de la bibliothèque » ainsi que des « collections malmenées », aucune sanction n’est prise à l’encontre de la direction. L’équipe est dispersée, « les huit membres du personnel [étant] dans l’impossibilité de travailler à nouveau ensemble ». Si la directrice Isabelle Diu est « discrètement replacée ailleurs » et Christophe Langlois nommé responsable du pôle Conservation et Patrimoine à la Bibliothèque universitaire des langues et civilisations, « de misérables issues » sont imposées aux lanceurs d’alerte. La bibliothèque, entrée dans une « phase de transition » et « d’administration provisoire » sous la direction de Fabien Oppermann, inspecteur général de l’administration de l’éducation nationale et de la recherche, nommé par la ministre, rouvre le 14 septembre 2023.
En janvier 2024, la nouvelle équipe est toujours en cours de constitution. Aucune transmission n’ayant été assurée, certains chantiers présentent une « complexité redoutable », surtout dans le cadre d’une bibliothèque à ce point spécialisée. Une première audience a lieu le 24 janvier 2024 devant la 24e chambre correctionnelle du tribunal de Paris, mettant en cause la mère de Sophie Lesiewicz pour recel. Face aux demandes de constitutions de parties civiles à son encontre, dont celle de l’ancienne directrice Isabelle Diu, et en raison de l'impossibilité de la prévenue d'assister au procès pour raisons médiciales, l’audience est reportée au 14 février 2025.

Le 27 janvier 2024, le premier prix éthique Anticor est remis aux quatre employés de la bibliothèque Doucet pour leurs alertes depuis 2014. Leur discours, enregistré, rappelle ces huit années de vaine lutte avant que la médiatisation d’un drame ne pousse les autorités à agir. 

« La réalité n’est pas un roman, le diable se niche dans les réputations à protéger » commente l'administratrice d'Anticor Florence Renggle, qui ajoute : « In fine c’est toute une chaîne de responsabilités qui est officiellement et sans scrupule passée sous silence, bénéficiant de l’inertie d’un système et de l’impunité qui a régné pendant des années sur cette affaire. »

## Publications

### Livres
- François Chapon, Le Peintre et le livre l'âge d'or du livre illustré 1870 1970, Paris, Flammarion, 1987
- Yves Peyré, Peinture et poésie: le dialogue par le livre, 1874-2000, Paris, Gallimard, 2001
- François Chapon, C'était Jacques Doucet, Paris, Fayard, 2006
- Michel Collot, Yves Peyré, Maryse Vassevière, Collectif, La Bibliothèque littéraire Jacques Doucet : archive de la modernité, Paris, Éditions des Cendres, 2007  (ISBN 978-2-86742-144-0)
- Édouard Graham, Les Écrivains de Jacques Doucet, Paris, Éditions des Cendres, 2011

### Revues
- Cahiers de la Bibliothèque littéraire Jacques Doucet, n° 1 (1997)-3/4 (2000)

### Expositions virtuelles
- La collection sculptée de la Bibliothèque littéraire Jacques Doucet, 2016
- Pierre Bettencourt, sous le signe du Désordre, 2016[37]
- André Frénaud, le Très-Vivant. Parcours d'un poète, 2018[38]
- Suarès ou le complexe d’ « Hélène chez Archimède », 2019[39]

## Expositions
De nombreux musées, en France et dans le monde, empruntent à la bibliothèque littéraire Jacques-Doucet des œuvres qu'ils présentent dans le cadre de leurs expositions. Certaines d'entre elles[précision nécessaire] font l'objet d'une collaboration plus étroite ou d'un commissariat commun avec la bibliothèque.
- Degas : a new vision, Melbourne, musée national du Victoria, 24 juin – 18 septembre 2016 ; Houston, Museum of fine art, 14 octobre 2016 – 9 janvier 2017
- Culture Chanel : la femme qui lit- The reading woman, Venise, ca’ Pesaro – Galerie internationale d’Art moderne, 17 septembre 2016 – 8 janvier 2017
- Oscar Wilde : l’impertinent absolu, Paris, Petit Palais, 27 septembre 2016 – 15 janvier 2017
- Soulèvements, Paris, musée du Jeu de paume, 17 octobre 2016 - 15 janvier 2017
- Art et Liberté : rupture, guerre et surréalisme en Egypte : 1938-1948, Centre Pompidou, Paris, 19 octobre – 16 janvier 2017
- Rétrospective Francis Picabia, New York, Museum of Modern Art, 22 novembre 2016 – 19 mars 2017
- Après Babel, l’œuvre de la traduction, Marseille, MUCEM, 13 décembre 2016 – 20 mars 2017
- Kickshaws, compositeur de livres, rétrospective 1980-2017, Paris III CNRS UMR THALIM, 1er mars – 15 avril 2017
- Fernand Léger, le beau est partout, Centre Pompidou-Metz, 20 mai – 30 octobre 2017, reprise à Bruxelles, au BOZAR, 9 février - 3 juin 2018
- Louise-Denise Germain (1870-1936). Rétrospective, BNF, bibliothèque de l'Arsenal, 6 avril – 7 mai 2017
- Derain, Balthus, Giacometti. Paris, musée d'Art moderne, 2 juin – 29 octobre 2017
- Breton et l’art magique, Lille, LAM, 2 juin – 29 octobre 2017
- Picasso 1932, Paris, musée Picasso, 10 octobre – 11 février 2018
- Dada Africa, Paris, musée de l'Orangerie, 17 octobre – 19 février 2018
- Degas Danse Dessin, musée d'Orsay, Paris, 28 novembre - 25 février 2018
- Echenoz, rotor, stator, BPI et BLJD, 29 novembre - 5 mars 2018
- Derain, Balthus, Giacometti, una amistad entre artistas, MAPFRE de Madrid, 1er février - 6 mai 2018
- Valentine Hugo, le carnaval des ombres, Boulogne sur Mer, galerie du Cloître, 17 mars - 9 juin 2018
- René Char, l'homme qui marche dans un rayon de soleil, Avignon, musée Angladon, bibliothèque Ceccano et BLJD, 23 mars - 10 juin 2018[40]
- Malraux, éditeur d'extraordinaires, galerie Gallimard, Paris, 19 avril - 19 mai 2018
- Couples modernes, Centre Pompidou-Metz, 28 avril - 20 août 2018, reprise au Barbican, Londres, 10 octobre 2018-27 janvier 2019
- Union des artistes modernes : une aventure moderne 1929-1958, Paris, Centre Pompidou, 30 mai - 27 août 2018
- Picasso Picabia : histoire de peinture, Aix-en-Provence, musée Granet, 9 juin - 23 septembre, reprise à Barcelone, au MAPFRE, 11 octobre - 13 janvier 2019
- Léger et les poètes : dynamique de l'amitié, Granville, musée Richard Anacréon, 16 juin - 4 novembre 2018
- Rimbaud, Charleville-Mézières, musée Rimbaud, 23 juin - 23 septembre 2018
- Gala Dali, musée national d'Art de Catalogne/ Fundacio Gala-Salvador Dali, 5 juillet - 14 octobre 2018
- Faune, fais-moi peur !, musée de Lodève, 7 juillet - 7 octobre 2018
- Picasso et le livre d'artiste, musée PAB, Alès, 12 juillet - 28 octobre 2018
- Robert Delaunay et la Ville Lumière, Kunsthaus de Zurich, 31 août - 18 novembre 2018
- Picasso. Chefs-d'oeuvre !, musée Picasso, Paris, 4 septembre-13 janvier 2019
- Paul Claudel, voyage dans l'espace des livres, bibliothèque Sainte-Geneviève, bibliothèque Sainte-Barbe et BLJD, 14 septembre - 14 décembre 2018
- Camille et Paul Claudel, musée Camille-Claudel, Nogent-sur-Seine, 29 septembre - 13 janvier 2019
- Company : Pedro Costa, Fondation Serralves, Porto, 10 octobre 2018 - 27 janvier 2019
- Cubisme, Centre Pompidou, Paris, 17 octobre - 25 février 2019, reprise au Kunstmuseum de Bâle, 31 mars - 5 août 2019
- Suarès : livres à voir et à imaginer, musée Angladon d'Avignon et BLJD, 9 novembre - 30 décembre 2018